# میلواکی (اورگن)
میلواکی (به انگلیسی: Milwaukie) شهری در شهرستان کلکمس ایالت اورگن است و در سرشماری سال ۲۰۱۱ میلادی، ۲۰٬۲۹۱ نفر جمعیت داشته که نسبت به سال ۲۰۱۰، ۰٫۵۴ درصد رشد جمعیت داشته‌است.